# Resolutie 1323 Veiligheidsraad Verenigde Naties
Resolutie 1323 van de Veiligheidsraad van de Verenigde Naties werd unaniem door de
VN-Veiligheidsraad aangenomen op 13 oktober 2000.

## Achtergrond
In 1994 braken in de Democratische Republiek Congo etnische onlusten uit die onder meer
werden veroorzaakt door de vluchtelingenstroom uit de buurlanden Rwanda en Burundi.
In 1997 beëindigden rebellen de lange dictatuur van Mobutu en werd
Kabila de nieuwe president.
In 1998 escaleerde de burgeroorlog toen andere rebellen Kabila probeerden te verjagen. Zij zagen zich
gesteund door Rwanda en Oeganda.
Toen hij in 2001 omkwam bij een mislukte staatsgreep werd hij opgevolgd door zijn zoon.
Onder buitenlandse druk werd afgesproken verkiezingen te houden die plaatsvonden in 2006 en gewonnen
werden door Kabila.
Intussen zijn nog steeds rebellen actief in het oosten van Congo en blijft de situatie er gespannen.

## Inhoud

### Waarnemingen
De Veiligheidsraad betreurde dat de gevechten in Congo gewoon doorgingen, niet
werd meegewerkt met de VN en de dialoog in het slop zat. Verder was men erg bezorgd om de humanitaire gevolgen
van het conflict en rapporten over de uitbuiting van Congo's natuurlijke rijkdommen.

### Handelingen
De Veiligheidsraad:
1. Besluit het mandaat van MONUC te verlengen tot 15 december.
2. Besluit actief op de hoogte te blijven.

## Verwante resoluties
- Resolutie 1304 Veiligheidsraad Verenigde Naties
- Resolutie 1316 Veiligheidsraad Verenigde Naties
- Resolutie 1332 Veiligheidsraad Verenigde Naties
- Resolutie 1341 Veiligheidsraad Verenigde Naties (2001)

Lijst ·  1285 ·  1286 ·  1287 ·  1288 ·  1289 ·  1290 ·  1291 ·  1292 ·  1293 ·  1294 ·  1295 ·  1296 ·  1297 ·  1298 ·  1299 ·  1300 ·  1301 ·  1302 ·  1303 ·  1304 ·  1305 ·  1306 ·  1307 ·  1308 ·  1309 ·  1310 ·  1311 ·  1312 ·  1313 ·  1314 ·  1315 ·  1316 ·  1317 ·  1318 ·  1319 ·  1320 ·  1321 ·  1322 ·  1323 ·  1324 ·  1325 ·  1326 ·  1327 ·  1328 ·  1329 ·  1330 ·  1331 ·  1332 ·  1333 ·  1334